# Karl Erich Diedrichs

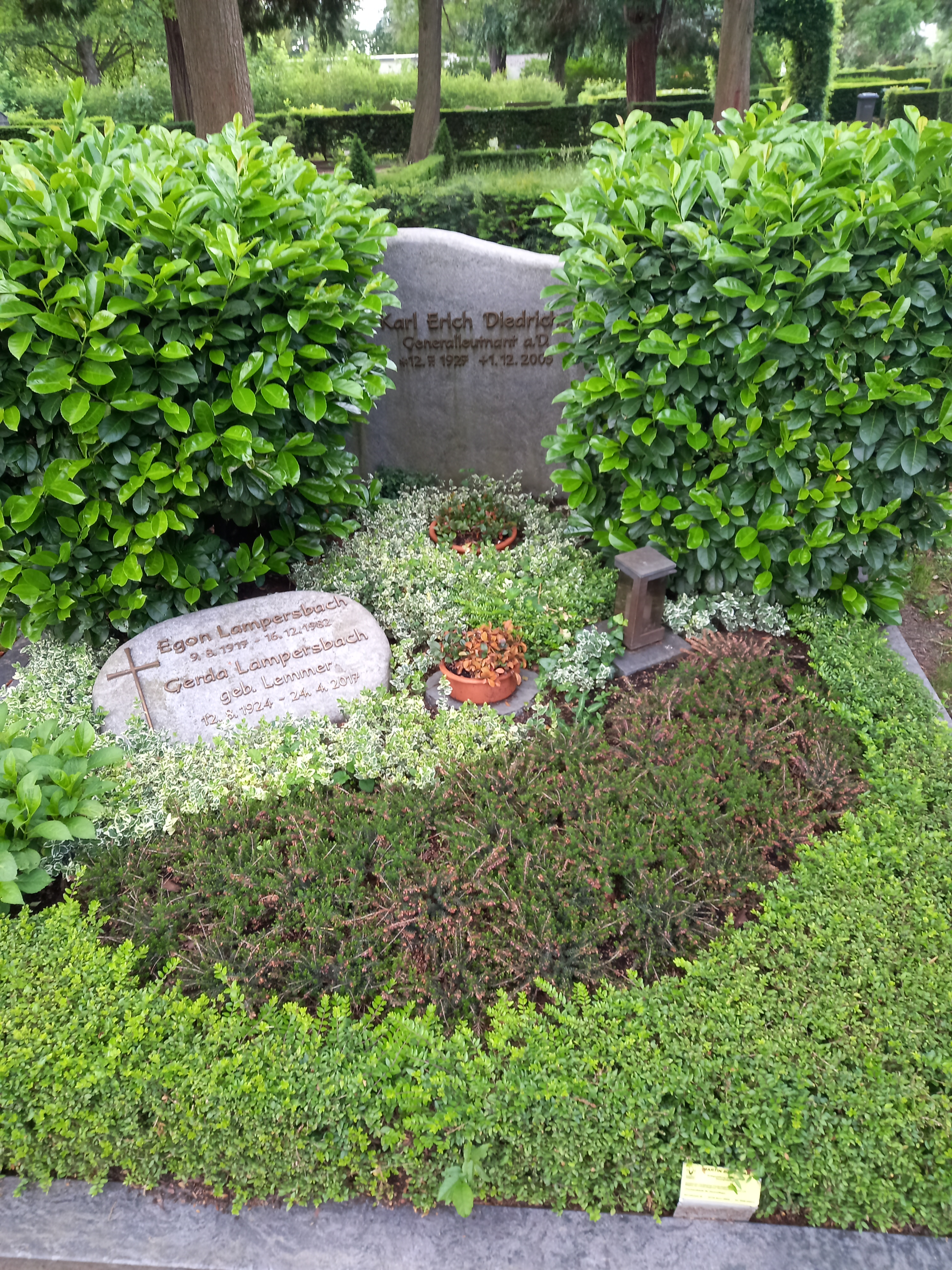
Das Grab von Karl Erich Diedrichs auf dem Südfriedhof (Bonn)

Karl Erich Diedrichs (* 12. Juli 1927 in Engelskirchen, Oberbergischer Kreis; † 1. Dezember 2005) war ein deutscher Generalleutnant der Bundeswehr.

## Leben
Diedrichs absolvierte seine schulische Ausbildung an einer Oberschule, wurde jedoch im März 1944 zum Reichsarbeitsdienst und danach zur Wehrmacht einberufen. In der Folgezeit geriet er in Kriegsgefangenschaft, aus der der im Dezember 1945 entlassen wurde. Im Anschluss beendete er seine schulische Ausbildung und war nach einem Studium als Steuerberater und Wirtschaftsprüfer sowie als Verwaltungsmitarbeiter tätig.
Diedrichs trat am 1. Mai 1956 in die Bundeswehr ein und absolvierte seine Ausbildung zum Offizier des Heeres an der Heeresoffizierschule I in Hannover sowie an der Infanterieschule in Hammelburg. Anschließend war er Zugführer, S 1-Offizier, Kompaniechef sowie Hörsaalleiter an einer Heeresoffiziersschule. Ab 1962 absolvierte Diedrichs den 5. Generalstabslehrgang Heer an der Führungsakademie der Bundeswehr in Hamburg, wo er zum Offizier im Generalstabsdienst ausgebildet wurde. Anschließend war er auch an der Ecole Supérieure de Guerre in Paris. Es folgten Verwendungen als G 3 der Panzergrenadierbrigade 28 in Donauwörth und als stellvertretender Verteidigungsattaché an der Deutschen Botschaft Paris. 1969 wurde er Bataillonskommandeur des Versorgungsbataillons 126 der Panzerbrigade 12 in Amberg. Anschließend folgten Verwendungen als Referent und Referatsleiter im Führungsstab des Heeres (Fü H) IV 1.
Am 1. Oktober 1975 wurde er als Oberst Nachfolger von Brigadegeneral Karl-Heinz Jörgens als Kommandeur der Panzerbrigade 6 und verblieb auf diesem Posten bis zum 31. März 1978. Sein Nachfolger wurde daraufhin am 1. April 1978 Oberst Christoph-Adolf Fürus. Danach war er zwischen April 1978 und September 1981 als Brigadegeneral Leiter der Stabsabteilung Logistik der Bundeswehr, ABC-Abwehr und Schutzaufgaben im Führungsstab der Streitkräfte (Fü S IV) im Bundesministerium der Verteidigung in Bonn.
Am 1. Oktober 1981 wurde Diedrichs zum Generalmajor befördert und Nachfolger von Generalmajor Horst Frickinger Kommandeur der 7. Panzerdivision. Er bekleidete diese Funktion bis zum 31. März 1984. Nachfolger wurde daraufhin am 1. April 1984 Generalmajor Jörn Söder, während er selbst am 1. April 1984 Nachfolger von Generalleutnant Hans-Joachim Mack Kommandierender General des III. Korps wurde. In dieser Verwendung blieb er bis zu seinem Eintritt in den Ruhestand am 30. September 1987, woraufhin am 1. Oktober 1987 Generalleutnant Helge Hansen Nachfolger wurde.
Im Anschluss war er zeitweilig als Leiter der Vertretung der Vereinigten Elektrizitätswerke Westfalen (VEW) in Bonn tätig. Er engagierte sich ferner als Gründungspräsident der Deutschen Gesellschaft der Mitglieder der Französischen Ehrenlegion und bekleidete diese Funktion bis zu seinem Tode im November 2005, woraufhin der bisherige Vizepräsident und Generalsekretär Rolf Hüttel diese Funktion übernahm.

## Auszeichnungen
- Infanterie-Sturmabzeichen (Januar 1945)
- Verwundetenabzeichen (März 1945)
- Großoffizierkreuz des Kronenordens der Niederlande (März 1982)
- Großes Verdienstkreuz des Verdienstordens der Bundesrepublik Deutschland (Mai 1987)
- Legion of Merit (Juni 1987)